# Janusz Zakrzewski
Janusz Zakrzewski (ur. 23 lipca 1932 w Krakowie, zm. 26 października 2008 w Warszawie) – polski fizyk doświadczalny zajmujący się fizyką cząstek elementarnych (inaczej fizyką wysokich energii). Profesor doktor habilitowany (od 1971), dziekan Wydziału Fizyki Uniwersytetu Warszawskiego (1972–1975) i prorektor Uniwersytetu Warszawskiego (1981–1982).

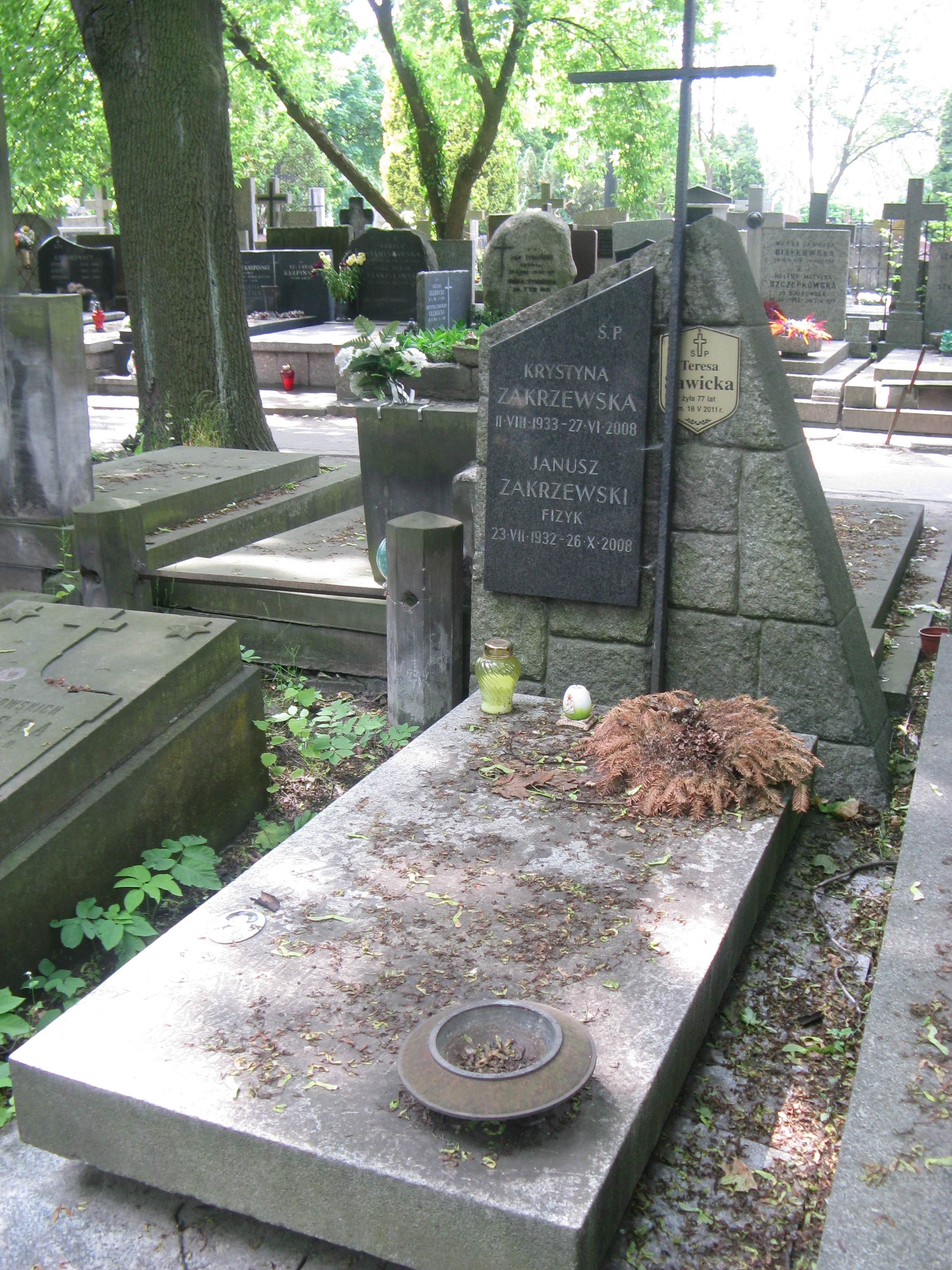
Nagrobek Janusza Zakrzewskiego na cmentarzu Powązkowskim

## Życiorys
Urodził się w rodzinie Adama Tadeusza Klemensa (1904–1965), prawnika, dyrektora Pracowni Konserwacji Zabytków, i Reginy Bronisławy Bogdani (1906–1981). Brat Teresy Urszuli po mężu Sawickiej (1934–2011). Uczęszczał do gimnazjum w Warszawie, a potem w Zakopanem, gdzie zdał maturę. Ukończył studia z zakresu fizyki na Uniwersytecie Warszawskim w 1957, a doktorat z fizyki uzyskał na Uniwersytecie w Bristolu (1961). Pełnił funkcje dziekana wydziału fizyki UW (1972–1975), prorektora UW (1981–1982). Pracował w Zakładzie Cząstek i Oddziaływań Fundamentalnych Instytutu Fizyki Doświadczalnej na Wydziale Fizyki Uniwersytetu Warszawskiego. Jako fizyk-eksperymentator był współodkrywcą (z Marianem Danyszem i Jerzym Pniewskim) pierwszego podwójnego hiperjądra (1963) oraz ciężkich hiperjąder. Brał udział w eksperymencie, który doprowadził do odkrycia neutralnego bozonu pośredniczącego w CERN.
Członek PAN (od 1986), Towarzystwa Naukowego Warszawskiego (od 1984), Polskiej Akademii Umiejętności i Polskiego Towarzystwa Fizycznego, Prezes Polskiego Towarzystwa Fizycznego (1987–1991). 
Mąż (od 1956) Krystyny z Lisowskich (1933–2008), ojciec Piotra Zakrzewskiego, matematyka, profesora UW, i Anny Marii (ur. 1964). 
Zmarł w Warszawie, pochowany na cmentarzu Powązkowskim w Warszawie (kwatera 63-5-10.

## Publikacje
Współautor (z A. K. Wróblewskim) podręcznika Wstęp do fizyki (t. 1 z 1976; t. 2, cz. 1–2 z lat 1989–1991), PWN.